# 新巴甫利夫卡 (克拉斯諾赫拉德區)
49°15′14″N 35°31′31″E / 49.25389°N 35.52528°E
新巴甫利夫卡（烏克蘭語：Новопавлівка）是位於烏克蘭東部的村莊，由哈爾科夫州别列斯京区的納塔利內市鎮負責管轄。該村始建於1920年，面積0.52平方公里，海拔高度137米，2001年人口52，人口密度每平方公里99.8人。